# Hayya Hayya (Better Together)
 (срп. Бољи смо заједно, енгл. Better Together) јесте песма америчког певача Тринидада Кардоне, нигеријског певача Давида и катарске певачице Аише (AISHA). Први је објављен сингл службеног саундтрека Светског првенства у фудбалу 2022. и званична је песма Светског првенства 2022. Песму је продуцирао RedOne и објављена је 1. априла 2022. године.

## Спот
Званични спот песме објављен је на службеном каналу Фифе на Јутјубу 1. априла 2022. године.

## Заслуге
- Тринидад Кардона — текст, композиција, вокал
- Давидо — композиција, вокал
- AISHA (Аиша Азијани) — вокал
- RedOne (Надир Хајат) — текст, композиција, продукција, аранжер, пратећи вокал

## Историја издавања
| Подручје | Датум          | Формат               | Дискографска кућа |
| -------- | -------------- | -------------------- | ----------------- |
| Свет     | 1. април 2022. | Дигитално преузимање |                   |